# Ганнівка (Кам'янський район)
Га́ннівка (до 1859 року — Василе́вщина) — село в Україні, у Кам'янському районі Дніпропетровської області. Населення за переписом 2001 року становить 587 осіб. Входить до складу Верхньодніпровської міської громади. Колишній центр Ганнівської сільської ради.

## Розташування і рельєф
Ганнівка розташована у північно-західній частині Дніпропетровської області на правому березі річки Омельник. Хоча географічно село лежить на Придніпровській височині, у долині Омельника висота над рівнем моря не є значною — 67-72 метри. Також поряд з селом на берегах річки є невеликі лісові насадження. Сусідні населені пункти: на півночі — село Мости, на півдні — смт Лихівка.

## Історія
Перша письмова згадка про поселення датується 1780 роком. В ньому тоді налічувалось 70 дворів, у яких проживало 389 душ чоловічого та жіночого населення. До 1859 року село мало назву Василевщина, яка за однією з версій, походить від імені та прізвища засновника села — козака Василя Ліщини. Згодом ці землі перейшли у власність полковника Василевського, а після його смерті село стало належати дружині Ганні, звідки й пішла друга назва — Ганнівка..
За переписом 1897 року кількість мешканців становила 637 осіб (303 чоловічої статі та 334 — жіночої), з яких 628 — православної віри.
Під час організованого радянською владою Голодомору 1932—1933 років померло щонайменше 189 жителів села.
Запеклі бої в районі села велися восени 1943 року під час Другої світової війни. Внаслідок цього село було майже повністю зруйноване. У часи радянської влади у Ганнівці знаходився колгосп ім. Дзержинського.

## Сучасність
У Ганнівці працює навчально- виховний комплекс «Середня загальноосвітня школа- дошкільний навчальний заклад», сільська рада, ФАП, будинок культури, бібліотека, працюють три магазини. Поблизу школи та сільської ради знаходиться дендропарк.
Село газифіковано, вулиці електрифіковані, заасфальтовані.
У селі два пам'ятники, присвячені подіям Другої світової війни: пам'ятник воїнам- визволителям і пам'ятник односельцям, які загигули на фронтах другої світової війни. На честь воїнів-визволителів, Героїв Радянського Союзу В. С. Гусєва, П. І. Янцева, В. М. Чхаїдзе названо центральні вулиці села.
На території села знаходиться також товариство з обмеженою відповідальністю"Агрохімія", фермерське господарство"Сидоренко" та інші фермерські господарства, які забезпечують жителів села робочими місцями.
Село має зручне транспортне сполучення.

## Населення

### Мова
Розподіл населення за рідною мовою за даними перепису 2001 року:
| Мова            | Відсоток |
| --------------- | -------- |
| українська      | 92,7 %   |
| російська       | 3,6 %    |
| молдовська      | 2,7 %    |
| інші/не вказали | 1 %      |

## Відомі люди

### Народилися
- Сергій Іванович Лебедєв (1902-1989) — український радянський біолог, професор, доктор біологічних наук;
- Юхим Іванович Пітюренко (нар. 1928) — український географ, професор, доктор географічних наук;

### Гордість села
- Микола Максимович Ліб — заслужений агроном України;
- Ольга Григорівна Криворотенко (нар. 1954) — заслужений учитель України
- Олена Дмитрівна Остапко — відмінник освіти України.